# Tete (provins)

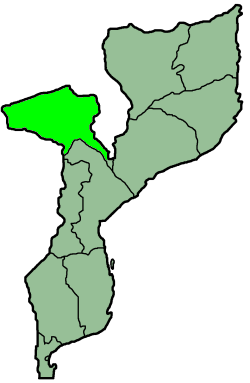
Karta över Moçambique med Tete markerat i klargrönt.

Tete är en provins i västra Moçambique, med gräns mot Malawi i öster, Zambia i norr och Zimbabwe i väster. Provinsen har 1 832 339 invånare (2007) på en yta av 100 724 km². Den administrativa huvudorten är staden Tete. Den konstgjorda sjön Cahora Bassa, uppdämd från Zambesifloden, med dess vattenkraftverk ligger i provinsen. 

## Administrativ indelning
Provinsen är indelad i tolv distrikt och två städer. 
- Distrikt:
  - Angónia, Cahora Bassa, Changara, Chifunde, Chiúta, Macanga, Mágoé, Marávia, Moatize, Mutarara, Tsangano, Zumbo
- Städer:
  - Moatize, Tete